# بریدگی قرقره‌ای
بریدگی قرقره‌ای  (به انگلیسی: Trochlear notch) یا حفره سیگموئید بزرگ (Greater sigmoid cavity) یا بریدگی نیمه‌هلالی (Semilunar notch) یک بریدگی و شکاف بزرگ در بخش بالایی استخوان زند زیرین یا همان اولنا است که متناسب با قرقره استخوان بازو است و به عنوان بخشی از مفصل آرنج به شمار می‌آید. این بریدگی توسط سرآرنج (اوله‌کرانون) و زائده منقاری اولنا ایجاد می‌شود.
تقریباً در میانه این بریدگی تقریباً از هر دو طرف یک تورفتگی وجود دارد که تا حدودی آن را منقبض می‌کند و محل اتصال سرآرنج و زائده غرابی (کورونوئید) را نشان می‌دهد.
این شکاف از بالا به سمت پایین فرورفته است و توسط یک پشته صاف که از قله سرآرنج تا نوک زائده غرابی ادامه دارد، به یک بخش میانی و جانبی تقسیم می‌شود.
بخش درونی قسمت داخلی بزرگتر است و به صورت عرضی کمی فرورفته است. بخش جانبی در بالا برآمده و در زیر کمی فرورفته است.